# Рёмин, Александр Михайлович
Алекса́ндр Миха́йлович Рёмин (15 [28] сентября 1910, Рязань — 1 января 1946, Москва, СССР) — советский футболист и хоккеист. В футболе играл на позициях полузащитника и защитника. В хоккее — защитник.

## Биография
Выступал в московских командах «Динамо», «Торпедо», «Профсоюзы-1».
14 октября 1934 года в составе сборной Москвы участвовал в первом матче советской команды с профессиональным клубом, чехословацкой «Жиденице» из Брно.
В октябре 1935 играл за сборную СССР против сборной Турции, провёл 6 неофициальных матчей.
1 января 1936 года играл в Париже в составе сборной Москвы с местным «Рессингом». 18 июля 1939 в составе «Динамо» играл в традиционном матче со «Спартаком» на Красной площади.
В хоккее с мячом играл на позиции защитника в московском «Динамо». Провел в чемпионатах страны 5 матчей.
Трагически погиб.
Сын, Игорь Рёмин, тоже играл в футбол на высоком уровне, а потом переквалифицировался в арбитры, как и его сын Александр (арбитр по мини-футболу).

## Достижения

### В футболе
- Чемпион Москвы 1931 (осень), 1935.
- Чемпион Московской области 1931[7].
- Чемпион СССР 1935 (в сборной клубов «Динамо»).
- Чемпион СССР 1936 (весна), 1937.
- Обладатель Кубка СССР 1937[2].

### В хоккее с мячом
- Чемпион СССР 1936.